# Кочкорка
Кочкорка, Кочкор (кирг.  Кочкор) — село, административный центр Кочкорского района и Кочкорского гор округа в Нарынской области Кыргызской Республики. Расположено примерно в 60 км южнее города Балыкчы.

## Население
По данным переписи 2022 года, в селе проживало 11 438 человека.

## Персоналии
- Бейшеев, Усен (1922—1982) — Полный кавалер ордена Славы.
- Сагымбай Орозбаков (1867—1930) — выдающийся манасчи, сказитель киргизского эпоса «Манас».
- Турдакун Усубалиевич Усубалиев (1919—2015) — советский государственный и партийный деятель, первый секретарь ЦК Коммунистической партии Киргизской ССР (1961—1985). Герой Киргизской Республики (1999).
- Баялы Диканбаевич (Дыйканбаевич) Исакеев (1897—1938) — советский государственный и партийный деятель
- Саралаев, Урмат Кадыкеевич, Чрезвычайный и Полномочный Посол Кыргызской Республики в Республике Таджикистан, вырос в селе